# Leucopogon exolacius
Leucopogon exolacius är en ljungväxtart som beskrevs av Ferdinand von Mueller. Leucopogon exolacius ingår i släktet Leucopogon och familjen ljungväxter. Inga underarter finns listade i Catalogue of Life.